# Vonó

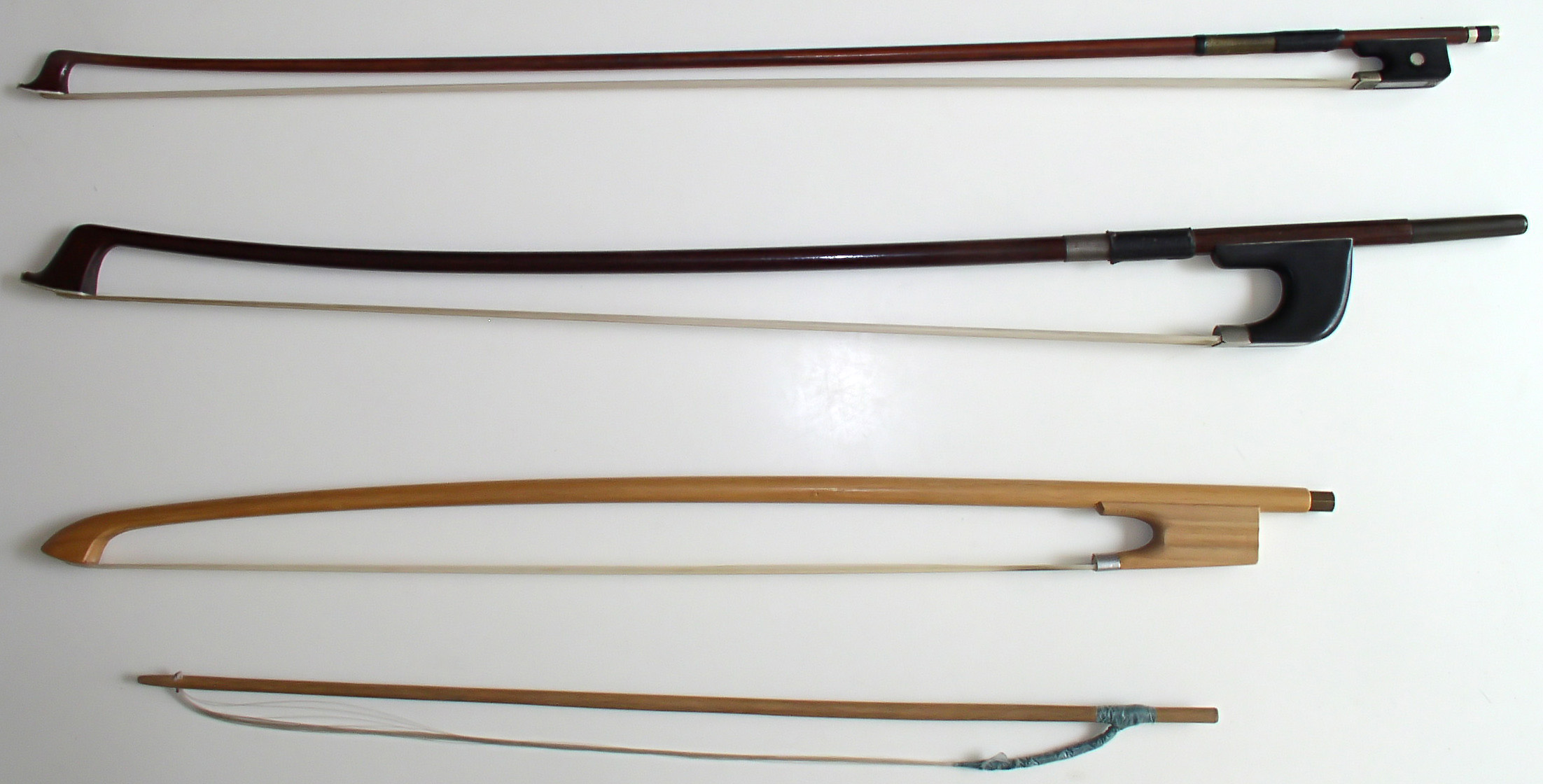
Vonók (felülről lefele) brácsához, nagybőgőhöz (német típusú), gadulkához és kemeneszhez.

A vonó, vagy népies nevén nyirettyű a vonós hangszerek elengedhetetlenül fontos kelléke. A fából készült pálcára kifeszített gyantázott szőr dörzsölése hozza rezgésbe a vonós hangszerek húrjait. Ha a vonó nem jó, akkor a játék nehézkessé válik, és sok esetben a hangszer hangjára is rossz hatással van.

## Alapanyagai és felépítése

### A pálca
Anyaga a vonó alapvető, a működést, használatot alapvetően meghatározó része. A modern (kb. Mozart korától számítható) vonó szinte kizárólag a ma már csak Brazíliában termő fernambuk fa, latin nevén Caesalpinia Echinata anyagából készül. Modern alternatív anyag a szénszál erősítésű műanyag. Ez az anyag csak ipari körülmények között munkálható meg, ezért az ebből készült vonók nagy része is ipari termék, de vannak vonókészítők, akik egyedileg befejezett vonókat kínálnak. Ezeknél a vonóknál az ipari termelés miatti kedvezőbb ár már nem jelentkezik a kézi megmunkálás nehézségei miatt.
A modern vonó szokásos méretei (a csavarfej hossza nélkül):
- hegedű – 73 cm, 60-63 g
- brácsa – 73 cm, 70-73 g
- cselló – 70 cm, 80-83 g

A pálcán a fejre elefántcsontból, esetleg ezüstből készült védőlemez kerül. Ennek esztétikai és védelmi szerepe is van, ugyanis erősíti a fejen a fát, összefogja, ezzel próbálván megakadályozni, hogy az ék elrepessze a fejet, ha a szőrözés folyamán a kelleténél jobban erőltetik azt a fejbe. Az ezüst fejlemezt általában 5 db, azonos anyagból készült kis szeggel is rögzítik. A pálca anyaga és a csont közé ébenfából 0,5-0,8 mm vastag lemez kerül, hasonló funkciókkal, mint a fejlemez.
A pálca kápa felőli végén a kápa elé 7-7,5 cm hosszan „halcsontból” (valójában eredetileg sziláscetek sziláiból, mostanság ennek műanyag imitációjából), 0,2 mm vastag ezüst-, arany- vagy alpakkaszálból, esetleg selyemszálra font ezüstből illetve aranyból, vagy ezüstszál/selyemszál, aranyszál/selyemszál kombinációjából készül tekerés. Erre különféle bőrökből még egy védőréteg kerül kb. 1/3 hosszban.

### A kápa
Anyaga minőségi vonóknál legtöbbször ébenfa, de különleges esetekben elefántcsont is lehet. Régebben használtak teknőspáncélt is, de a tengeri óriásteknősök (levesteknős), akárcsak a sziláscetek, védettek, tilos a vadászatuk, mint ahogy a belőlük készült bármilyen termék kereskedelme is. Előfordult „gyöngyházból” (valójában tengeri fülcsigák meszes héjából) készült kápa is (Nicolas Maire). Ebben az esetben többnyire a pálca fejlemeze és a csavarfej is ugyanebből az anyagból készült.
A kápára – a pálcához hasonlóan – ezüst-, arany- vagy alpakkaszerelék (gyűrű, sín, berakások), gyöngyház díszberakások kerülnek.
A kápába van csavarva az a csavaranya, ami a kápát a pálca mentén mozgatva lehetővé teszi a szőr megfeszítését.

### A csavarfej
A belső mag – a kápához hasonlóan – alapvetően ébenfa, de többnyire a kápa anyagához illeszkedik. Formájára nézve lehet három részes vagy „kapszulás”. Az előbbinél a csavarfej magjának két végét leesztergálják, és erre illesztenek fel két gyűrűt, utóbbinál a famag egy egyik végén lezárt csőbe, úgynevezett „kapszulába” kerül, kívülről tehát csak a fém látszik. A csavarfej hossztengelyébe fúrt lyukba ütik a csavarszárat.

### A szőr
A vonószőr lószőr, a lovak farokszőréből készül tisztítás, válogatás (szín, minőség, hossz) után. Tömege hegedűnél 5-5,3 g, brácsánál 6-6,3 g, csellónál 7-7,3 g. Nagybőgő vonónál nincs ilyen standard, mert maga a vonó formája, súlya sem egységesített. A vonó szőrét gyakran, szinte minden használat előtt meg kell gyantázni a jobb hangminőség eléréséért. A gyanta nélkül a szőr túlságosan könnyen csúszik a húrokon, és nem hozza megfelelő rezgésbe azokat.

## Vonókezelés

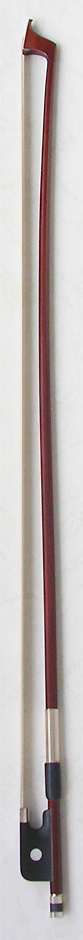
Csellóvonó

A vonót egy fajta speciális fogással kell fogni, amivel sokkal rugalmasabb vonókezelést érhetünk el, mint bárhogy máshogy. Ez a hegedű/brácsa/cselló triónál megegyezik, a nagybőgő és a viola da gamba (tehát a gambafélék) esetében ez egy kicsit már más, ezért van az, hogy míg a közönség az előbbieknél azt érzi, hogy a vonót húzza, addig az utóbbinál azt érzi, hogy szúrja az előadó.
A vonót a láb és a fogólap közti terület kb. felénél kell húzni, figyelve arra, hogy a vonó vertikálisan ne csúszkáljon.
Ha a vonót a kápától a csúcsig húzzuk, akkor „lefele”, ha a csúcstól a kápáig, akkor meg „felfele” húzzuk. A vonó közepe és a kápa közötti rész az „alsó félvonó”, a közép és a csúcs közötti rész pedig a „felső félvonó”. (Ezen elnevezések csak a hegedű és a brácsa esetében igazak, de az elnevezés átment a többi vonós hangszerre is.)
A hang erősségét a vonó sebességének, illetve a vonóra nehezedő súly mértékének szabályozásával változtathatjuk. Ha a vonót a húrokhoz nyomjuk, akkor túl recsegő hangot kaphatunk, ha pedig úgy húzzuk, hogy csak saját súlya nehezedjen a húrokra, akkor a hang nagyon levegőssé válhat. Ha a vonót egyenletesen húzzuk, akkor egy egészséges legato hangot kaphatunk.
Ha kottában pengetésről vonózásra kell visszaváltanunk, akkor az arco kifejezést láthatjuk. Col legno esetén a vonó fájával, a pálcával kell megütni a húrokat. Sul tasto esetén a húr fogólap közeli felén, sul ponticello esetén pedig a lábhoz közel kell játszani.

## A vonó története

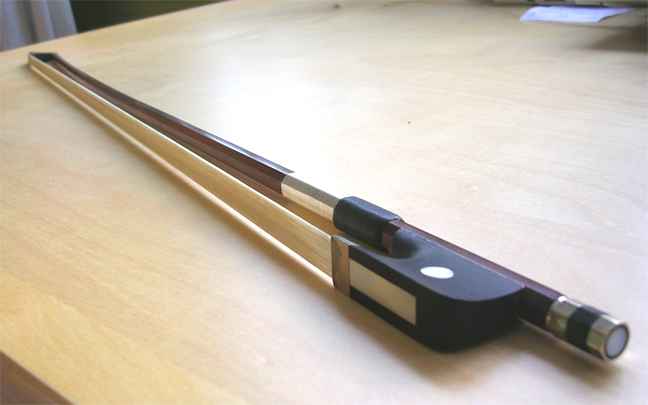
Szintén csellóvonó

Azt, hogy ki, mikor, miért találta fel a vonót, nem tudjuk pontosan. Elég sok történet terjed a vonó keletkezésével is kialakulásával kapcsolatban. Itt a nagy általánosságban elfogadott változatot közöljük. Amiben a tudósok meg tudtak egyezni, az az, hogy a vonós hangszerek a vonó feltalálásakor váltak ki a pengetős hangszerek közül.
Állítások szerint a vonó nem régebbi ezer évnél. Keletkezése az és a keleti lovas kultúrákra vezethető vissza, amely sok más dologhoz hasonlóan az iszlámnak köszönhetően került be Európába. Az „Encyclopedia Britannica” szerint a vonós hangszerek „lába” etimológiailag „lovat” jelent, ill. a kínaiak is a „barbároktól” (értsd: a közép-ázsiai népektől) származtatják saját vonós hangszereiket.
Werner Bachman szintén a közép-ázsiai elméletet támogatja, mert ő a tádzsikisztáni Kurbanshaidban egy falfestményt talált, amely vonós hangszert ábrázolt vonóval.
Ezenkívül közvetett bizonyítékok is a közép-ázsiai elméletet bizonyítják. Ezek a vonó alapanyagai lennének, mert:
- Egy lovas-harcos népnél (gondoljunk a hunokra vagy a mongolokra) a lószőr adott volt.
- Szintén ugyanebből kiindulva, az ilyen népek íjat használtak a harchoz. Könnyen lehet, hogy ebből alakult ki a vonó (az angolban például mindkét szó ugyanaz: „bow”)
- A vonószőrnek - az igényeknek megfelelően - rengeteg lófajta szőre megfelelő: vékonyabb, vastagabb, fehér, szürke, akár fekete is.
- A gyantát eredetileg a íjászok használták; ezzel védték meg az íjat a tönkremenéstől.

Ebből összeállhat a kép: a mongol harcosok a gyantás ujjukkal megpengették a hárfájukat vagy lantjukat, ekkor egy folyamatos, erős hangot kaptak, majd ezen felbátorodva ugyanezt kipróbálták az íjukkal is. Persze lehet, hogy ez nem igaz, de egy biztos: bizonyítani nem fogjuk tudni soha.
Akárki is találta fel a vonót, igen gyorsan elterjedt, köszönhetően annak, hogy a híres selyemút keresztezte ezeket az ázsiai országokat.
A ma általánosan használt. ú.n. modern vonó kifejlesztésében a legnagyobb szerepe François Xavier Tourte-nak volt. Bár apja és bátyja is vonókészítők voltak (apja ebben a minőségében valószínűleg az első, teljes munkaidejében csak vonókat készítő mester), őt az órakészítő mostohabátyjához adták tanoncnak. A fém megmunkálásának ismerete később igen nagy hasznára volt. Giovanni Battista Viotti, a 18. század második felének egyik híres hegedűvirtuóza – elégedetlen lévén kora vonóinak képességeivel – Párizsban járván olyan vonókészítőt keresett, aki el tudná készíteni az igényeinek megfelelő vonót. Ezen igények közül az egyik legfontosabb volt, hogy a kápánál a szőr szalag formában szétterítve maradjon. A korábbi, évszázados próbálkozások nem voltak kielégítőek. Tourte viszont fémműves előképzettsége okán kitalálta és meg is alkotta a máig használt eszközt és módszert erre a problémára. Ez az eszköz a kápagyűrű és a záró (slussz) ék együttese. Ezen kívül hozzá köthető a modern vonó kategóriákon belül (hegedű, brácsa, cselló) méret, tömeg, súlypont, ív szempontjából való standardizálása, valamint minőségi vonó készítésére a fernambuk fa kizárólagossá tett használata.
A historikus zenekarok részére is készülnek vonók, amelyek a zenét eredeti vagy a korabeli hangszerekhez hasonló modern hangszereken, korhű előadói stílusban, játékmóddal adják elő. Ezek a vonók minden (pálca, kápa, – ha van – csavarfej anyaga, formája, a vonó hossza, súlya, súlypontja, íve, formavilága, a szőr rögzítésének, feszítésének módja) téren igen nagy változatosságban készülnek, a mai, modern vonók készítésének szabályaihoz képest sokkal nagyobb szabadságot, rugalmasságot biztosít a készítőnek, hogy figyelembe vegye a zenész igényeit, kívánságait.

## Külső hivatkozások
- Pallas nagylexikon cikke